# Magec
Magec (lub Magheq czyli w wyspiarskim Tamazigh) – ten, który błyszczy, dla starożytnych mieszkańców Teneryfy (Wyspy Kanaryjskie, Hiszpania) Guanczów był bogiem słońca i światła. Terminem tym Hiszpanie z kontynentu czasie konkwisty określali również w sposób pejoratywny rolników z Teneryfy, którzy w kulcie składali dary Magecowi dla uzyskania dobrych zbiorów.

## Mitologia
Według mitycznych legend Magec został porwany przez Guayote, który uwięził go w Teide, pogrążając świat w ciemności. Mageca po zażartej walce uwolnił Achamán, zamykając jednocześnie w Teide Guayote. Na wyspach, szczególnie w Teneryfie i La Palmie, znaleziono rysunki spiral wyryte na skałach, niektórzy archeolodzy uważają, że te spirale symbolizują boga słońca Magec.